# ボトルネック効果
集団遺伝学におけるボトルネック効果（）または瓶首効果（）とは、生物集団の個体数が激減することにより遺伝的浮動が促進され、さらにその子孫が再び繁殖することにより、遺伝子頻度が元とは異なる均一性の高い（遺伝的多様性の低い）集団ができることをいう。なお、びん首効果とも呼ばれる。

## 概要
ボトルネック効果という名称は、細いびんの首から少数のものを取り出すときには、元の割合から見ると特殊なものが得られる確率が高くなる、という原理から命名された。
人類の規模が7万5千年ほど前に急減して総数1万人以下となり、遺伝子の多様性が急速に失われた形跡がある。この原因を、その頃のインドネシア・スマトラ島トバ火山の大噴火（火山の冬）に求める意見もある（トバ・カタストロフ理論）。つまり、現在の全人類はこの時生き残った一握りの人々の子孫である可能性が高い。一方で、少数の人々が移住して現在の人類の祖先となった結果だとする説もある。
ボトルネック効果と同じ原理で、個体群のごく一部のみが隔離され、その子孫が繁殖した場合に、同様の集団ができる。この場合は最初に隔離された少数の個体（創始者）の遺伝子型が引き継がれるため、創始者効果という。
この具体例として、ネイティブ・アメリカンのABO式血液型がほとんどO型であることをあげることができる。この場合は、氷期にベーリング地峡を横断したごく少数の家族に偶然にもO型の者が多く、彼らがすべてのネイティブ・アメリカンの祖先となったため、O遺伝子の頻度が高くなったと考えられる。